# بانکت

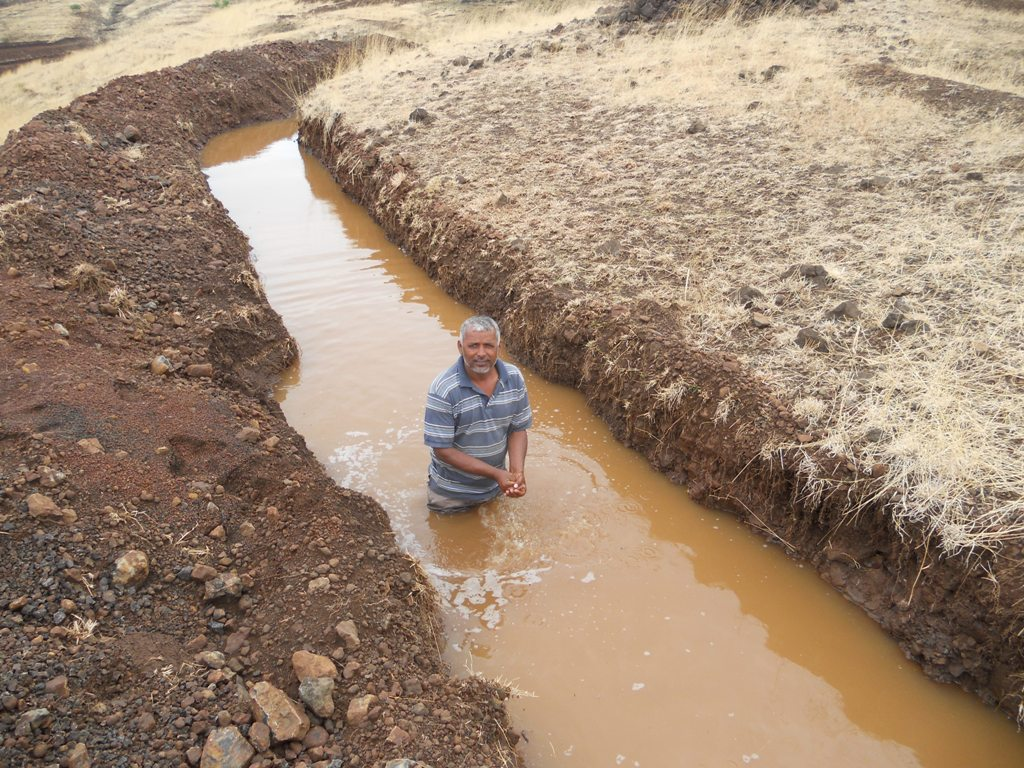
یک بانکت در هند

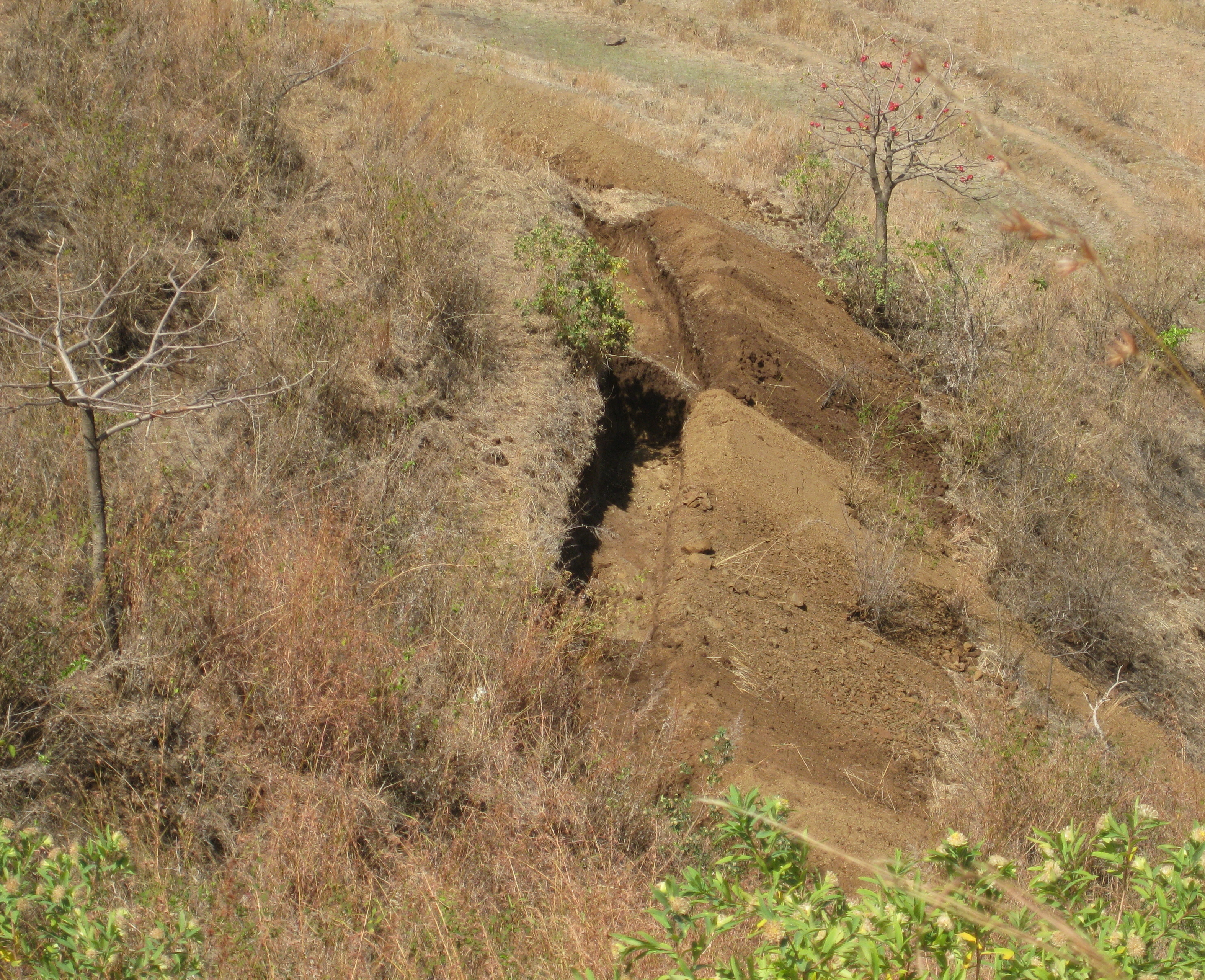
بانکت برای مهار روان آب هند

بانکت بانکت‌ها کانال‌ها یا شیارهای ممتد یا منقطعی هستند که در جهت عمود بر شیب دامنه ساخته می‌شوند و وظیفه جمع‌آوری رواناب یا هدایت آن را به یک خروجی عمود بر شیب دامنه به عهده دارند. همچنین به تراس‌های افقی با عرض کم بر روی خطوط تراز یک دامنه هم بانکت می‌گویند (که هزینه کمتری نسبت به تراس‌ها دارند).
بانکت بندی یکی از شیوه‌های متداول آبخیزداری است که با حفر شیارها و کانال‌هایی به منظور کاهش شیب دامنه با اهدافی چون کنترل فرسایش، کنترل رواناب، افزایش رطوبت نسبی، ایجاد بستر رشد گیاه و ... ایجاد می‌شود. این عملیات در اراضی جنگلی و مرتعی کاربرد دارد. بانکت واژه‌ای فرانسوی است که به صورت "Banquette" یا "Gradin" (گرادن‌ها نوعی بانکتند که در شیب‌های تند احداث می‌شوند)، نوشته می‌شود. بانکت بندی در منابع انگلیسی با واژه‌های متعددی چون Counter Trench، Channel Terraces، Hillside Techniques و Terracing (متداول‌ترین کلمه) خوانده می‌شود.

## تاریخچه
بانکت بندی اولین بار در سال ۱۸۹۷ توسط اچ چاله تین پیشنهاد گردید.

## در ایران
در سال ۱۳۳۸ عده‌ای از طرف فائو به ایران آمدند تا تکنیک فرانسوی - الجزایری احداث بانکت در احیای خاک را به ایرانیان ارائه دهند.